# Iveco Daily
Iveco Daily je lehký užitkový automobil vyráběný italským koncernem Iveco. Vyrábí se od roku 1978 až dodnes. Do roku 1983 se prodával také jako Fiat Daily.

## První generace
Vyráběla se v letech 1978 až 1990. Bylo určeno pro segment do 3,5 tuny, počítalo se s rozšířením na 2,8 a 4,2 tuny. Na zadní nápravu bylo možno zvolit dvoumontáž pneumatik. Vůz byl postaven na pevném rámu. Motor byl uložen vpředu a poháněl zadní nápravu. V roce 1980 byla představena verze Turbodaily.

### Motory
- 2.5l diesel 72 koní při 4200 otáčkách, 141 Nm a 2400 rpm
- 2.5l turbodiesel 95 koní při 4100 otáčkách, 217 Nm a 2300 rpm
- 2.5l diesel I.D. 75 koní při 4200 otáčkách, 160 Nm a 2200 rpm

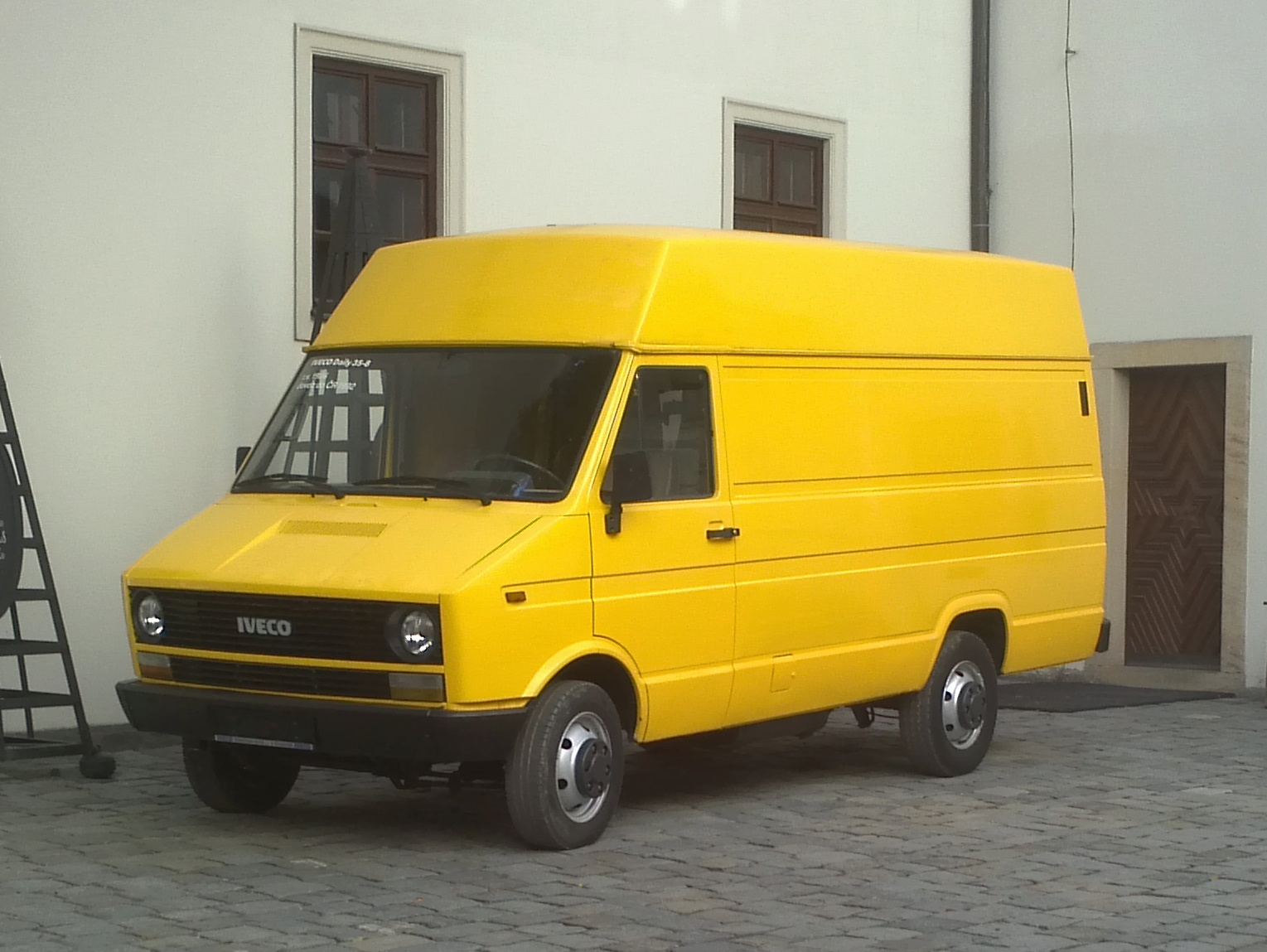
První generace jako skříňová dodávka
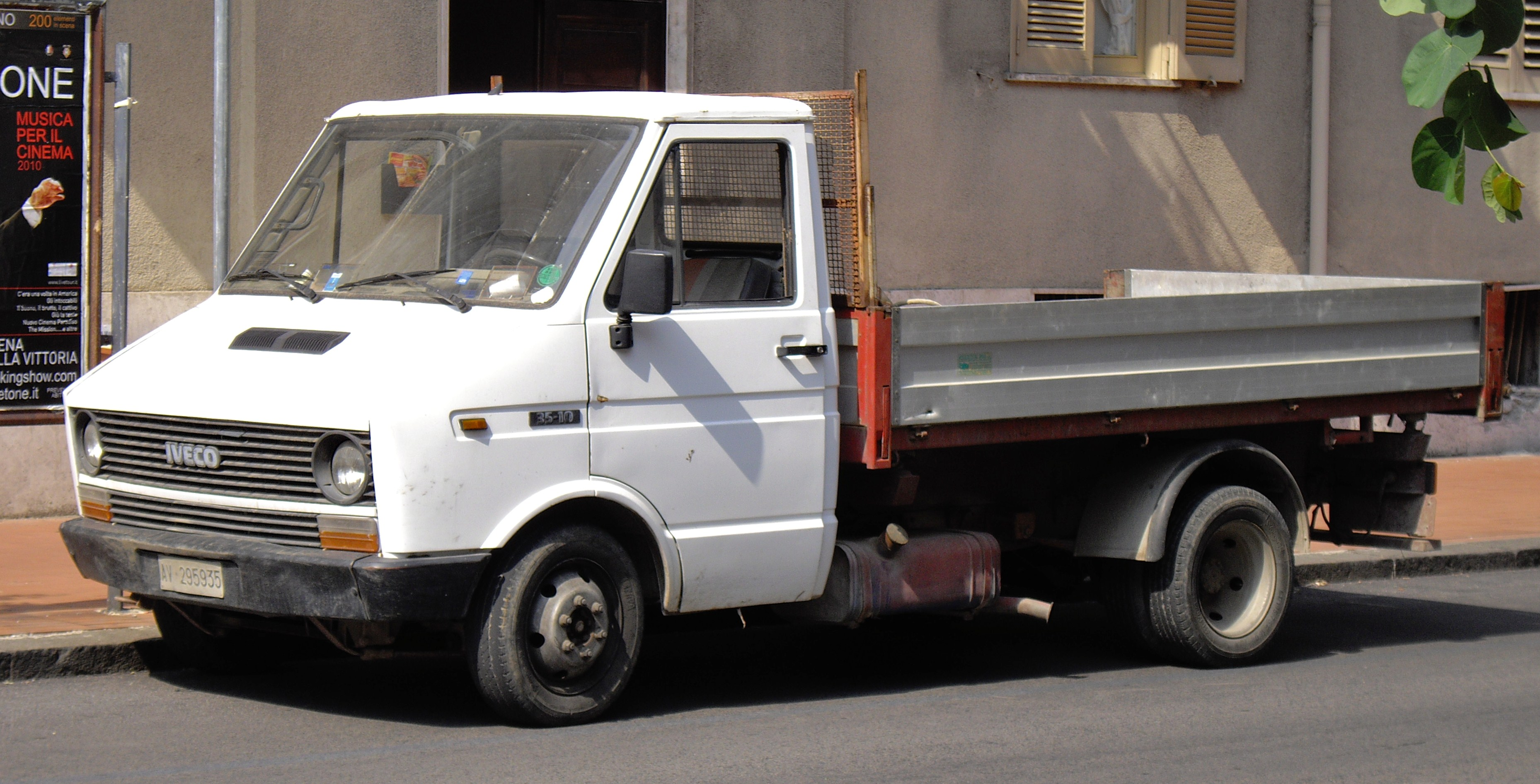
První generace ve verzi valník

## Druhá generace
Výroba probíhala v letech 1990 až 2000. Prošla velkou modernizací. Hmotnost se rozšířila až do segmentu šesti tun. Kvůli větší váze se ale Daily nevešlo do limitu 3,5 tuny. Poprvé se objevily přeplňované motory. Takto upravené vozy nesly označení TurboDaily. Boční posuvně dveře byly upraveny tak, aby jimi šly nakládat palety. V největší variantě měl objem nákladního prostoru 17 m³. V roce 1993 byly představeny motory splňující emisní normu Euro1, od roku 1996 pak Euro2. Na všech kolech se objevily kotoučové brzdy.

### Označení typu
Modely druhé generace byly označeny třemi nebo čtyřmi číslicemi oddělenými tečkou. První dvě číslice udávaly maximální přípustnou hmotnost. Za tečkou následovalo jedno nebo dvě číslice představující přibližný maximální výkon v koňských silách. Příklad:
30.8 – nákladní vozidlo s maximální povolenou hmotností 2,8 tuny (30), s motorem o výkonu 75 koňských sil (8)
45.10 – lehký nákladní vůz s maximální přípustnou hmotností 4,5 tuny (45), s motorem o výkonu 103 koňských sil (10)

### Motory
- 2.5l diesel 75 koní při 4200rpm
- 2.5l turbodiesel 103 koní při 3800rpm
- 2.5l tdi 115 koní při 4000rpm
- 2.8l diesel 85 koní
- 2.8l turbodiesel 103 koní při 3600rpm
- 2.8l tdi 118 koní při 3600rpm

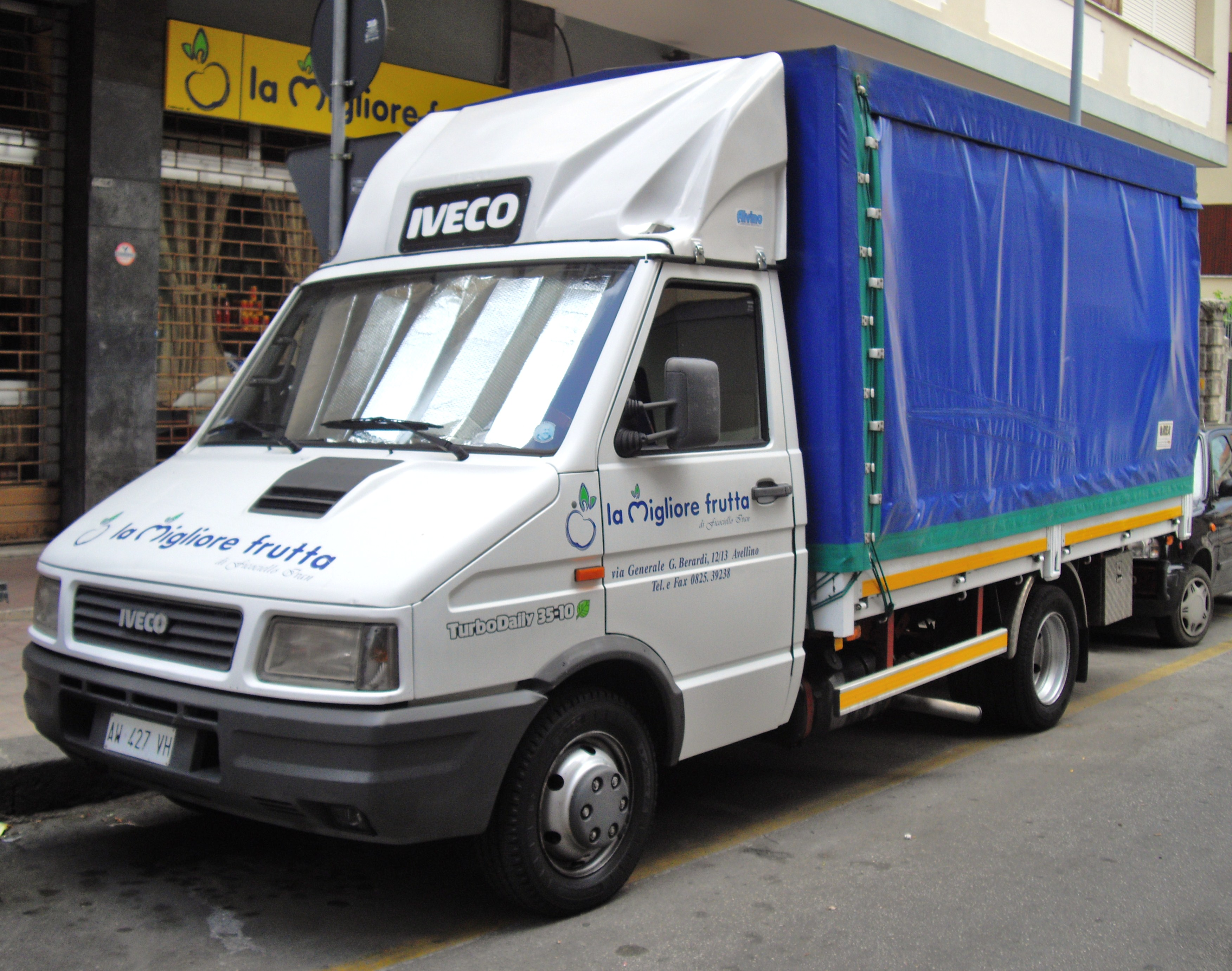
Iveco Daily druhé generace
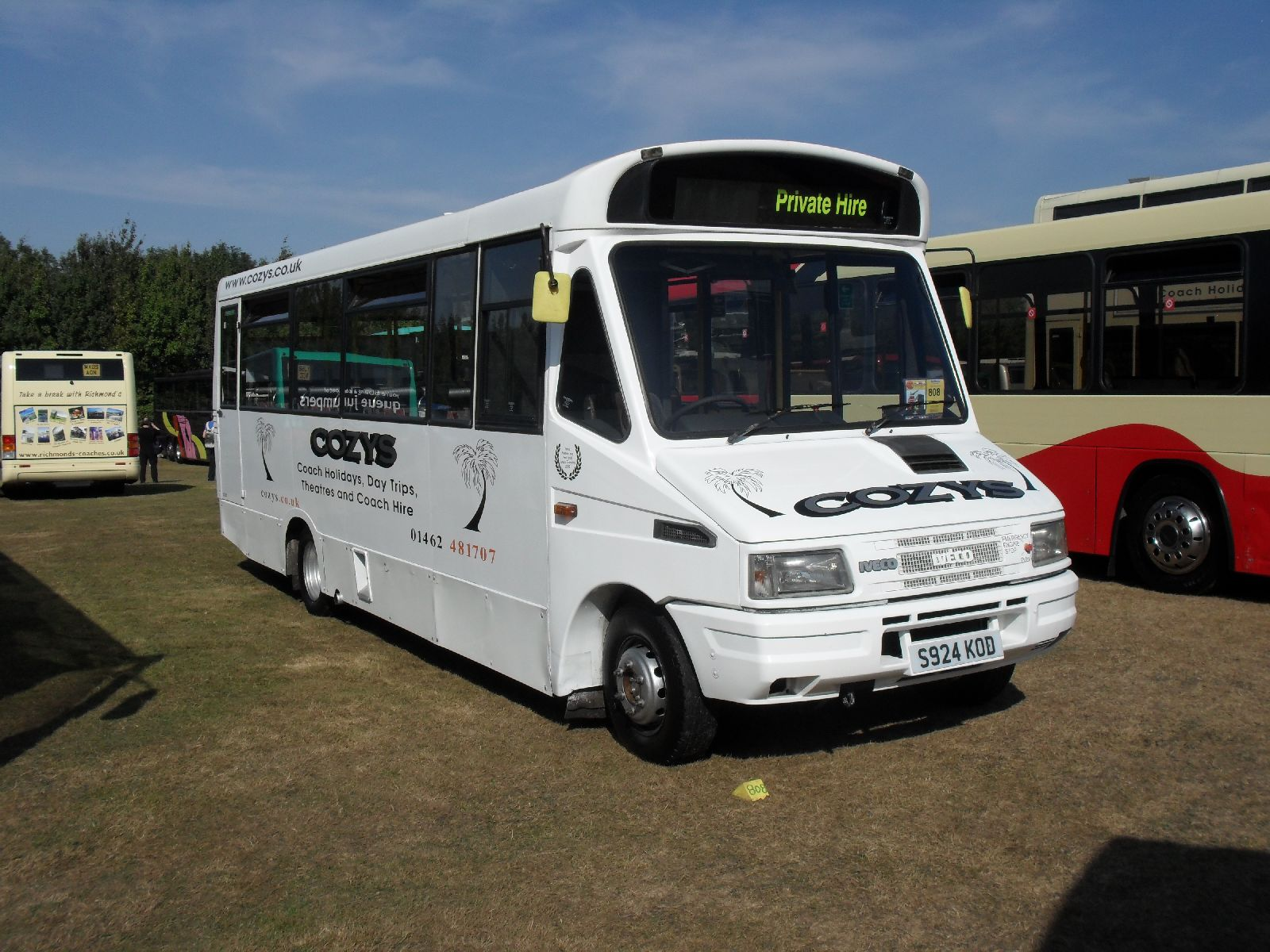
Iveco Daily v úpravě jako autobus

## Třetí generace
Vyráběla se od roku 2000 do roku 2006. V roce uvedení získala titul Dodávka roku. Byla rozšířena a přepracována nabídka motorů. Společnost Irisbus začala s výrobou minibusů na základě typu Daily.

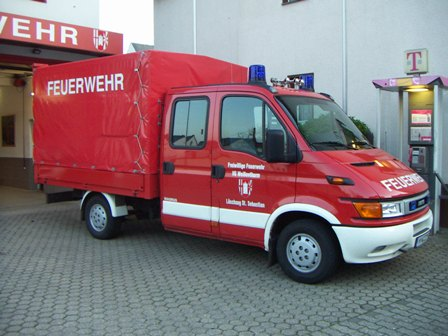
Hasičský automobil na bázi třetí generace
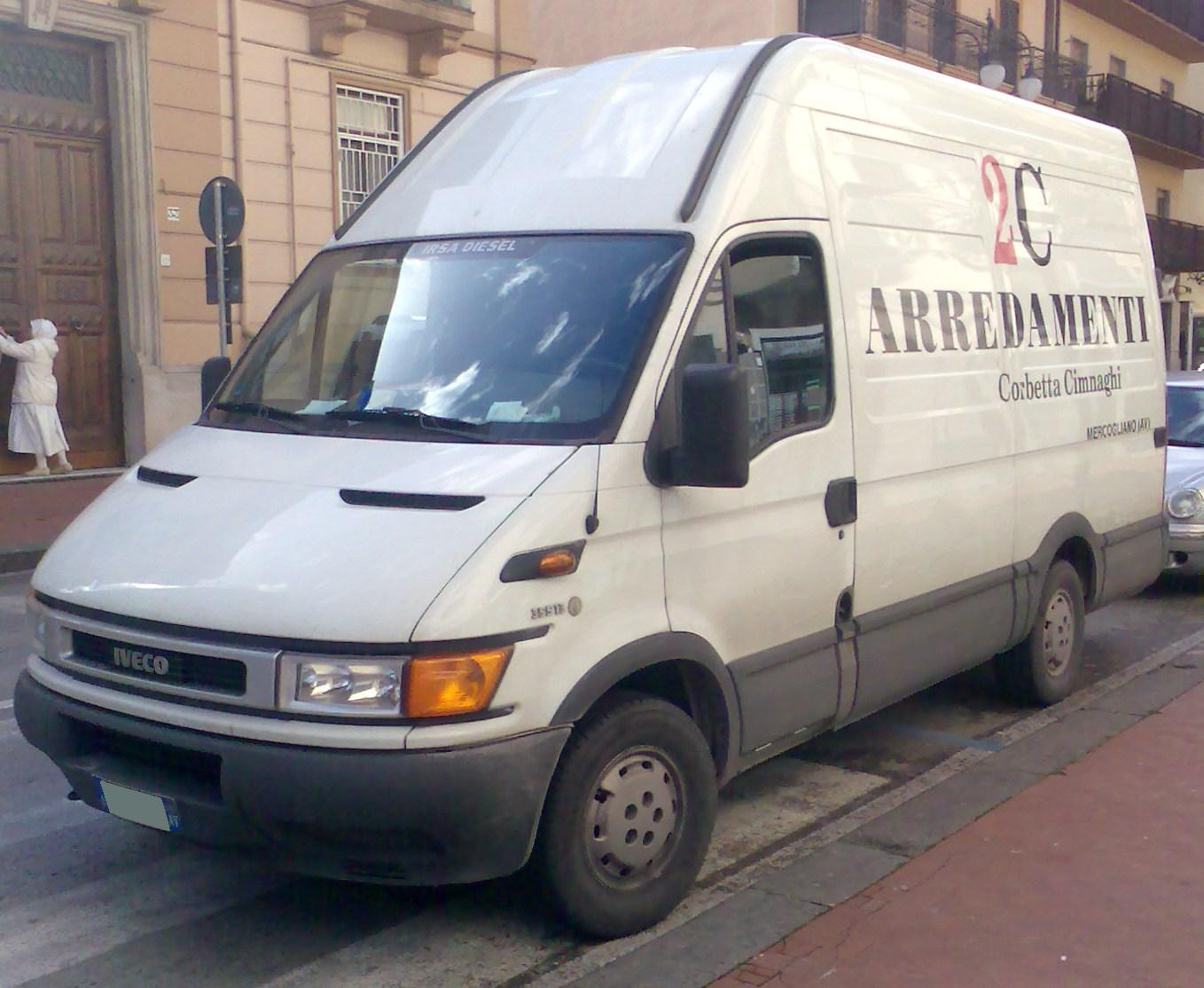
Skříňová dodávka

## Čtvrtá generace
Vyráběla se od roku 2006 do roku 2014. Motory plní emisní normu Euro4. Design navrhl Giorgetto Giugiaro. Od roku 2007 je k dispozici verze 4x4. Na jeho vývoji spolupracovala společnost Scam. V roce 2011 prošla tato generace faceliftem.

### Motory
- 2.3 HPI 96 PS (95 hp/71 kW) a 116 PS (114 hp/85 kW)
- 2.3 HPT 136 PS (134 hp/100 kW)
- 3.0 HPI 146 PS (144 hp/107 kW)
- 3.0 HPT 176 PS (174 hp/129 kW)
- 3.0 CNG 136 PS (134 hp/100 kW)

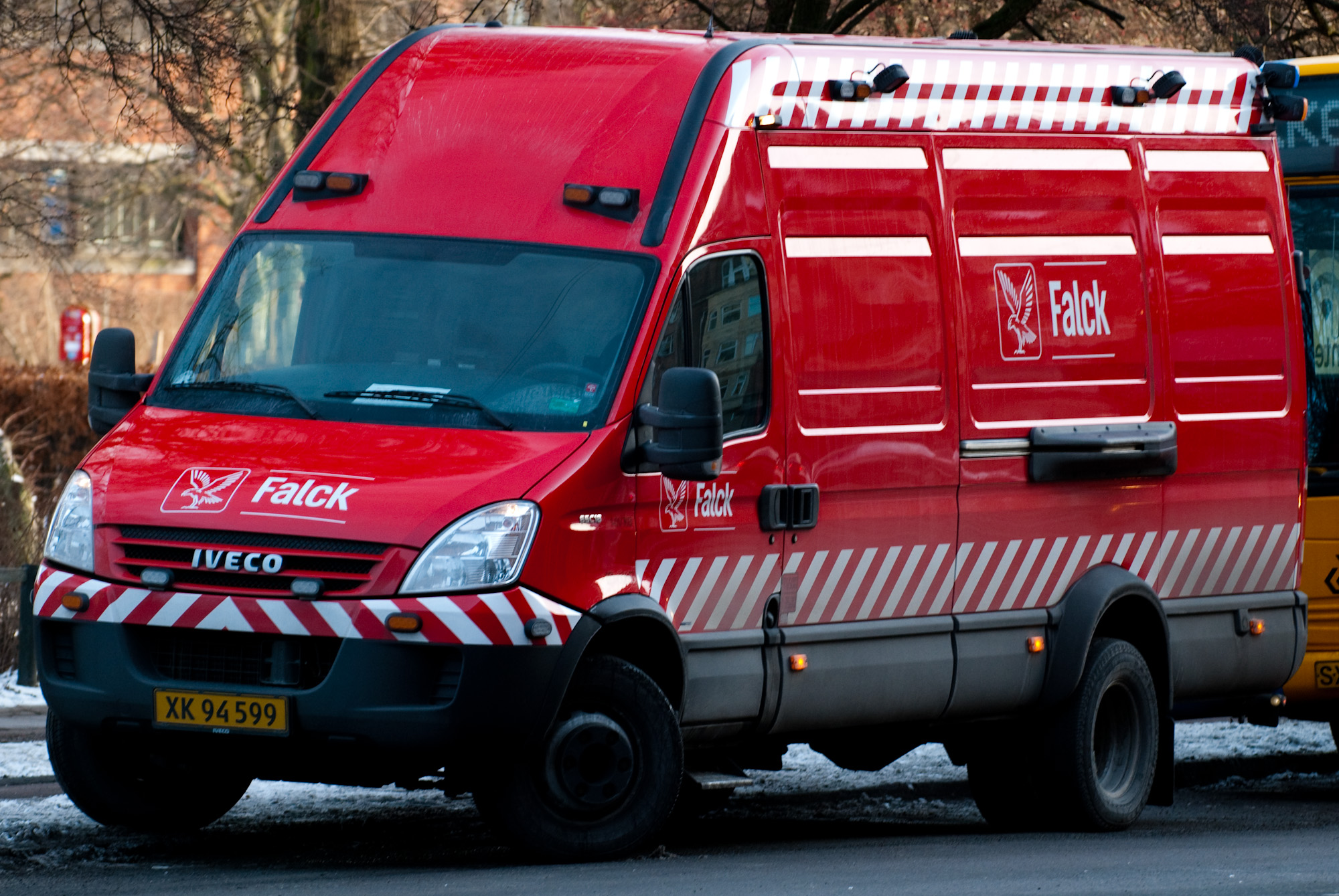
Iveco Daily
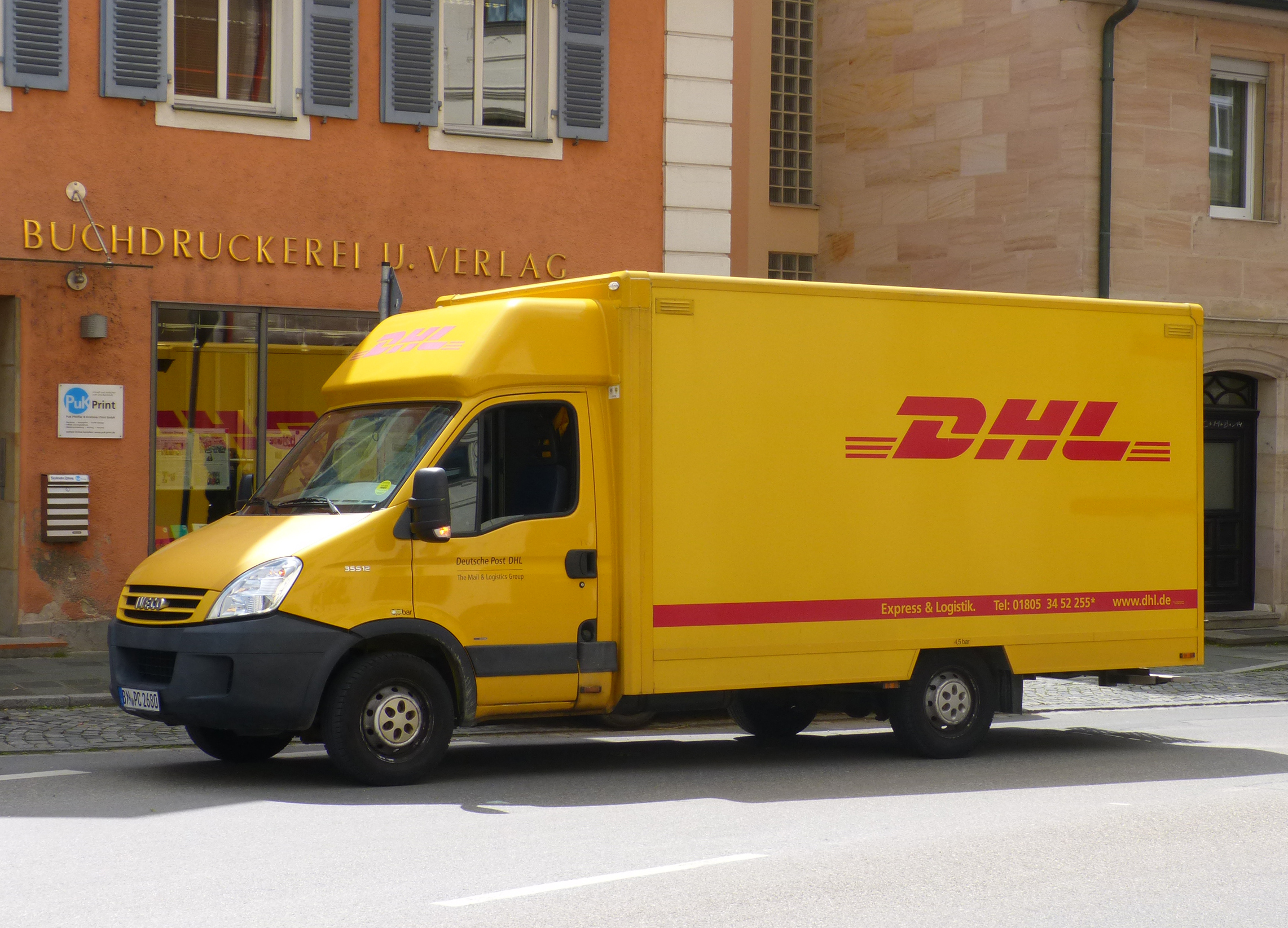
Iveco Daily s nástavbou

## Pátá generace

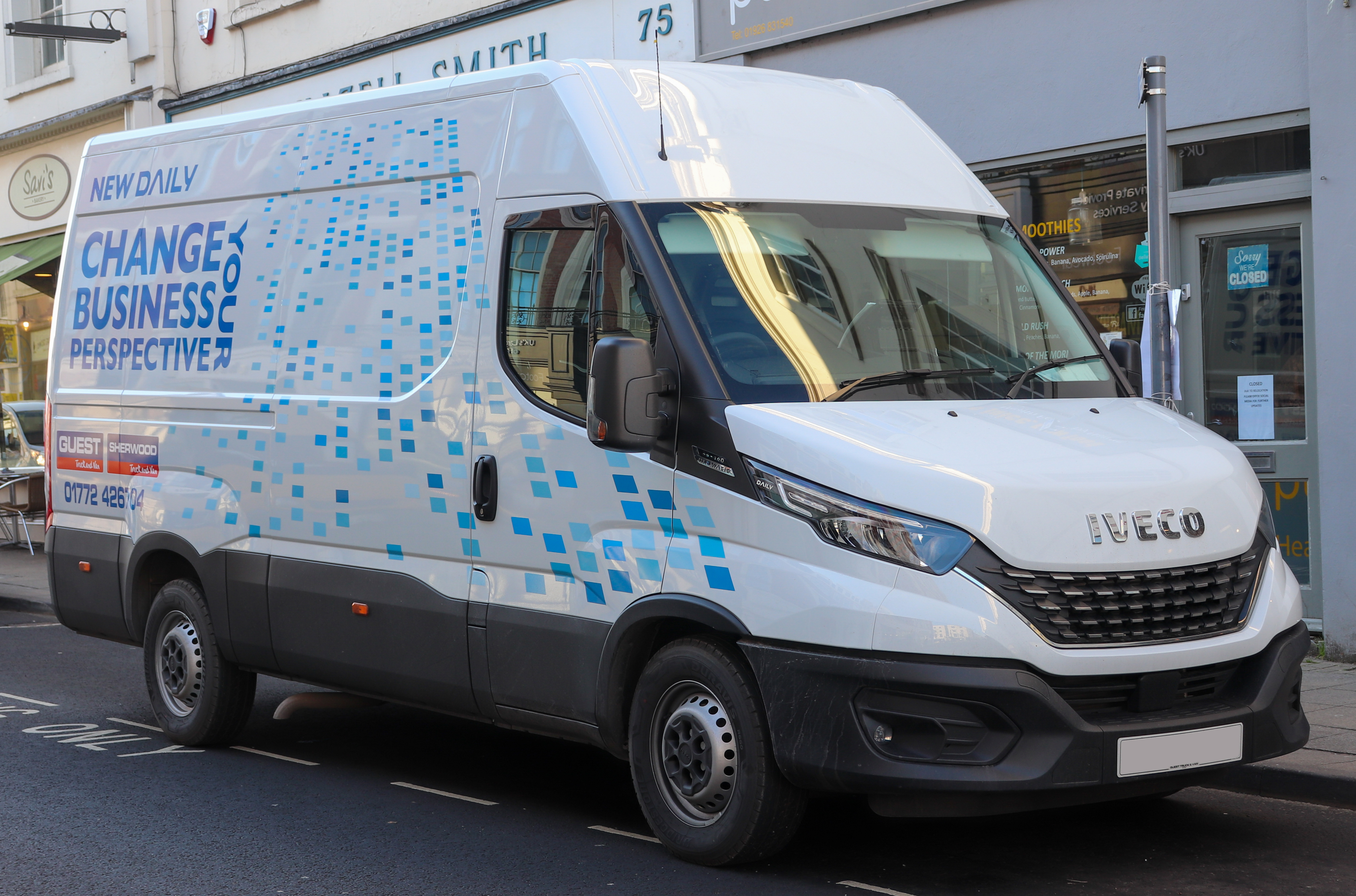
Iveco Daily 5 Facelift

Byla představena v červenci 2014 a vyrábí se od roku 2014 dodnes.
Faceliftem prošla v roce 2020.

### Motory
Euro 5+
- 2,3 l 78 kW (106 PS)/270 Nm
- 2,3 l 93 kW (126 PS)/320 Nm
- 2,3 l 107 kW (146 PS)/350 Nm
- 3,0 l 107 kW (146 PS)/350 Nm
- 3,0 l 126 kW (170 PS)/400 Nm
- 3,0 l 150 kW (205 PS)/470 Nm

Euro 6
- 3,0 l 107 kW (146 PS)/370 Nm
- 3,0 l 126 kW (170 PS)/400 Nm
- 3,0 l CNG 100 kW (136 PS)/350 Nm